# Porfirio Ayala Morán
Porfirio Ildefonso Ayala Morán (Sechura, 19 de junio de 1954) es un abogado y político peruano. Fue consejero regional de Piura durante el segundo periodo del presidente regional César Trelles Lara entre 2007 y 2010 y alcalde de la provincia de Sechura entre 1999 y 2002.
Nació en Sechura, Perú, el 19 de junio de 1954. Cursó sus estudios primarios y secundarios en su ciudad natal. Entre 1973 y 1980 cursó estudios superiores de derecho en la Universidad Nacional de Trujillo.
Miembro del Partido Aprista Peruano, su primera participación política se dio en las elecciones municipales de 1993 cuando postuló a la alcaldía del distrito de Sechura. En las elecciones municipales de 1998 fue elegido alcalde de la provincia de Sechura. Tentó la reelección en el 2002 sin éxito. Participó en las elecciones regionales del 2006 como candidato a consejero regional por el APRA resultando elegido. Tentó su reelección a este cargo por la provincia de Sechura en las elecciones regionales del 2010 sin resultar elegido. Igualmente, postuló en las elecciones municipales del 2018 a una regiduría provincial en Sechura, sin éxito.